# Saint-Germain-la-Blanche-Herbe
Saint-Germain-la-Blanche-Herbe és un municipi francès situat al departament de Calvados i a la regió de Normandia. L'any 2007 tenia 2.454 habitants.

## Demografia

### Població
El 2007 la població de fet de Saint-Germain-la-Blanche-Herbe era de 2.454 persones. Hi havia 924 famílies de les quals 216 eren unipersonals (102 homes vivint sols i 114 dones vivint soles), 232 parelles sense fills, 362 parelles amb fills i 114 famílies monoparentals amb fills.
La població ha evolucionat segons el següent gràfic:
Habitants censats

### Habitatges
El 2007 hi havia 945 habitatges, 929 eren l'habitatge principal de la família, 4 eren segones residències i 12 estaven desocupats. 650 eren cases i 291 eren apartaments. Dels 929 habitatges principals, 356 estaven ocupats pels seus propietaris, 566 estaven llogats i ocupats pels llogaters i 7 estaven cedits a títol gratuït; 59 tenien una cambra, 32 en tenien dues, 148 en tenien tres, 299 en tenien quatre i 391 en tenien cinc o més. 693 habitatges disposaven pel capbaix d'una plaça de pàrquing. A 464 habitatges hi havia un automòbil i a 385 n'hi havia dos o més.

### Piràmide de població
La piràmide de població per edats i sexe el 2009 era:
| Homes | Edats   | Dones |
| ----- | ------- | ----- |
| 0     | 95 o +  | 0     |
| 0     | 90 a 94 | 0     |
| 0     | 85 a 89 | 0     |
| 0     | 80 a 84 | 4     |
| 8     | 75 a 79 | 8     |
| 24    | 70 a 74 | 28    |
| 24    | 65 a 69 | 28    |
| 29    | 60 a 64 | 36    |
| 41    | 55 a 59 | 36    |
| 80    | 50 a 54 | 66    |
| 100   | 45 a 49 | 96    |
| 110   | 40 a 44 | 138   |
| 105   | 35 a 39 | 109   |
| 116   | 30 a 34 | 136   |
| 88    | 25 a 29 | 64    |
| 44    | 20 a 24 | 76    |
| 124   | 15 a 19 | 128   |
| 105   | 10 a 14 | 113   |
| 137   | 5 a 9   | 150   |
| 84    | 0 a 4   | 101   |

## Economia
El 2007 la població en edat de treballar era de 1.687 persones, 1.237 eren actives i 450 eren inactives. De les 1.237 persones actives 1.097 estaven ocupades (542 homes i 555 dones) i 140 estaven aturades (81 homes i 59 dones). De les 450 persones inactives 129 estaven jubilades, 221 estaven estudiant i 100 estaven classificades com a «altres inactius».

### Ingressos
El 2009 a Saint-Germain-la-Blanche-Herbe hi havia 891 unitats fiscals que integraven 2.441,5 persones, la mediana anual d'ingressos fiscals per persona era de 16.541 €.

### Activitats econòmiques
Dels 37 establiments que hi havia el 2007, 1 era d'una empresa de fabricació d'altres productes industrials, 6 d'empreses de construcció, 7 d'empreses de comerç i reparació d'automòbils, 1 d'una empresa de transport, 1 d'una empresa d'hostatgeria i restauració, 1 d'una empresa d'informació i comunicació, 2 d'empreses financeres, 2 d'empreses immobiliàries, 6 d'empreses de serveis, 4 d'entitats de l'administració pública i 6 d'empreses classificades com a «altres activitats de serveis».
Dels 11 establiments de servei als particulars que hi havia el 2009, 1 era un paleta, 1 guixaire pintor, 1 fusteria, 1 lampisteria, 2 electricistes, 3 perruqueries i 2 agències immobiliàries.
L'únic establiment comercial que hi havia el 2009 era una botiga d'electrodomèstics.
L'any 2000 a Saint-Germain-la-Blanche-Herbe hi havia 4 explotacions agrícoles.

## Equipaments sanitaris i escolars
L'únic equipament sanitari que hi havia el 2009 era una farmàcia.
El 2009 hi havia una escola elemental.

## Poblacions més properes
El següent diagrama mostra les poblacions més properes.